# Stirling (Alberta)
Pour les articles homonymes, voir Stirling.
Stirling est un village (village) du Comté de Warner No 5, situé dans la province canadienne d'Alberta.

## Démographie
En tant que localité désignée dans le recensement de 2011, Stirling a une population de 1 090 habitants dans 327 de ses 352 logements, soit une variation de 18.3% avec la population de 2006. Avec une superficie de 2,635 2 km2, village possède une densité de population de 413,630 8 hab/km2 en 2011.
Concernant le recensement de 2006, Stirling abritait 921 habitants dans 286 de ses 299 logements. Avec une superficie de 2,635 2 km2, village possédait une densité de population de 349,5 hab/km2 en 2006.
| 2001 | 2006 | 2011  | 2016 |
| ---- | ---- | ----- | ---- |
| 877  | 921  | 1 090 | 978  |